# Gara Gara Go!
"Gara Gara Go!!" (tiếng Nhật: ガラガラ Go!!; Gotta Gotta Go!!) là đĩa đơn tiếng Nhật thứ hai của ban nhạc nam Hàn Quốc Big Bang và được phát hành bởi hãng đĩa YG Entertainment. Bài hát đến nay bán ra được trên 30.829 bản.

## Danh sách track
| Phiên bản CD+DVD hoặc chỉ CD Type A | Phiên bản CD+DVD hoặc chỉ CD Type A | Phiên bản CD+DVD hoặc chỉ CD Type A |
| STT                                 | Nhan đề                             | Thời lượng                          |
| ----------------------------------- | ----------------------------------- | ----------------------------------- |
| 1.                                  | "Gara Gara Go!!" (ガラガラ GO!!)    | 3:20                                |
| 2.                                  | "Top of the World"                  | 3:02                                |
| 3.                                  | "Stylish"                           | 3:07                                |
| Tổng thời lượng:                    | Tổng thời lượng:                    | 9:29                                |

| DVD | DVD                                    | DVD        |
| STT | Nhan đề                                | Thời lượng |
| --- | -------------------------------------- | ---------- |
| 1.  | "Gara Gara Go!!" (Video âm nhạc)       |            |
| 2.  | "Gara Gara Go!!" (Quá trình làm video) |            |

| CD Only Type B   | CD Only Type B                   | CD Only Type B |
| STT              | Nhan đề                          | Thời lượng     |
| ---------------- | -------------------------------- | -------------- |
| 1.               | "Gara Gara Go!!" (ガラガラ GO!!) | 3:20           |
| 2.               | "Top of the World"               | 3:02           |
| 3.               | "So Beautiful"                   | 3:38           |
| Tổng thời lượng: | Tổng thời lượng:                 | 9:59           |